# Mascagnia macradena
Mascagnia macradena là một loài thực vật có hoa trong họ Malpighiaceae. Loài này được (DC.) Nied. mô tả khoa học đầu tiên năm 1908.